# Drosophila multiciliata
Drosophila multiciliata är en tvåvingeart som beskrevs av Elmo Hardy och Kaneshiro 2001. Drosophila multiciliata ingår i släktet Drosophila och familjen daggflugor.
Artens utbredningsområde är Hawaii.